# Geert Nentjes
Geert Nentjes (* 4. September 1998 in Urk) ist ein niederländischer Dartspieler. Sein niederländischer Spitzname lautet De Zoet, zu deutsch Der Süße.

## Karriere
Geert Nentjes spielte 2016 erstmals auf der PDC Development Tour mit. Dank guter Leistungen konnte er sich für die PDC World Youth Championship 2017 qualifizieren und erreichte bei seiner Premiere die 2. Runde. Im Folgejahr nahm Nentjes an der Q-School in Hildesheim teil konnte jedoch keine Tour Card gewinnen. Bei den UK Open Qualifiers 2018 konnte Nentjes durch gute Resultate sich für die UK Open 2018 qualifizieren. Im Hauptturnier schied er jedoch zum Auftakt gegen Darryl Pilgrim aus. Nach einem guten Jahr auf der Development Tour konnte Nentjes bei seiner zweiten Junioren-Weltmeisterschaft bis ins Viertelfinale vordringen, wo er gegen den Deutschen Martin Schindler ausschied. Des Weiteren konnte er sich über die Development Tour für die PDC World Darts Championship 2019 qualifizieren. Bei seiner Premiere im Alexandra Palace verlor der Niederländer gegen Nathan Aspinall. Auch eine Tour Card konnte Nentjes sich durch seine Ergebnisse auf der Development Tour sichern. Am 10. Februar 2019 spielte er beim Players Championship 2 gegen Mervyn King ein Nine dart finish.
Auch seine zweite Teilnahme bei den UK Open 2019 verlief erfolgreicher als im Vorjahr. Nentjes spielte sich bis in die 4. Runde, wo er schließlich gegen den Deutschen Max Hopp ausschied. Bei der PDC World Darts Championship 2020 war Nentjes erneut als Qualifikant über die Development Tour vertreten. Zwar schied er erneut in der ersten Runde aus, zeigte jedoch gegen seinen Gegner Kim Huybrechts aus Belgien eine gute Leistung und konnte zwei Sätze gewinnen. Erfolglos verliefen die UK Open 2020, wo Nentjes gleich nach seinem ersten Spiel gegen Scott Waites aus dem Turnier ausschied. Nentjes verlor seine Tour Card zu Beginn des Jahres 2021, schaffte es jedoch bei der Q-School wenige Wochen später sich diese für die zwei folgenden Jahre zurückzugewinnen. Am 15. Juni 2021 spielte er beim Players Championship 14 gegen Kirk Shepherd einen Neun-Darter.
Seine Tour Card halten konnte Nentjes eigentlich nicht. Dafür erneuerte er sie als Teil der Top zwei bei der Development Tour Order of Merit. Seine Players Championship-Saison 2023 erwies sich jedoch als wenig erfolgreich. Bei den UK Open 2023 spielte sich Nentjes in Runde zwei, wo er gegen Jeffrey de Zwaan verlor. Sonst qualifizierte er sich für zwei European Tour-Events, blieb sonst aber von jeder Major-Qualifikation fern. 2024 konnte Nentjes auf der Pro Tour nur vier Spiele gewinnen. Bei den UK Open 2024 erreichte er die dritte Runde. Sonst war auch in diesem Jahr wenig zu holen für Nentjes und er verlor seine Tour Card dieses Mal komplett.
Bei der Q-School 2025 wäre er als ehemaliger Tour Card Holder eigentlich für die Final Stage qualifiziert gewesen. Er spielte jedoch nur einen Tag der First Stage, ohne die Tour Card zu attackieren.

## Weltmeisterschaftsresultate

### PDC-Junioren
- 2017: 2. Runde (2:6-Niederlage gegen  Scott Dale)
- 2018: Viertelfinale (0:6-Niederlage gegen  Martin Schindler)
- 2019: 1. Runde (2:6-Niederlage gegen  Justin van Tergouw)
- 2020: Gruppenphase (5:3-Sieg gegen  Marcus Brambati und 3:5-Niederlage gegen  Man Lok Leung)
- 2021: Viertelfinale (3:5-Niederlage gegen  Nathan Rafferty)
- 2022: Halbfinale (1:6-Niederlage gegen  Josh Rock)

### PDC
- 2019: 1. Runde (0:3-Niederlage gegen  Nathan Aspinall)
- 2020: 1. Runde (2:3-Niederlage gegen  Kim Huybrechts)
- 2023: 1. Runde (1:3-Niederlage gegen  Leonard Gates)

## Titel

### PDC
- Secondary Tour Events
  - PDC Development Tour
    - PDC Development Tour 2019: 9, 15
    - PDC Development Tour 2022: 10, 13